# Partido Alternativo de la Reforma Democrática
El Partido Alternativo de la Reforma Democrática (ADR, en luxemburgués: Alternativ Demokratesch Reformpartei; en francés: Parti réformiste d'alternative démocratique; en alemán: Alternative Demokratische Reformpartei), es un partido político conservador y nacional conservador en Luxemburgo.
El partido fue fundado en 1987, como un partido monotema que exigía la igualdad de la provisión de pensiones estatales entre los funcionarios públicos y todos los demás ciudadanos. En las elecciones de 1989, ganó cuatro escaños y se estableció como una fuerza política. Alcanzó un máximo de siete escaños en 1999, debido a la desconfianza hacia los políticos, que no resolvieron la brecha de las pensiones, antes de volver a caer a cuatro. Su importancia a nivel nacional lo convierte en el partido de jubilados más exitoso de Europa occidental.
El éxito político ha requerido que el ADR desarrolle posiciones sobre todo tipo de cuestiones en políticas públicas, creando un programa de corte antisistema y conservador. Ha adoptado el liberalismo económico, llenando un vacío dejado vacante por el Partido Democrático. Es el partido más grande de Luxemburgo en adoptar una línea euro-realista/suavemente euroescéptica, y es miembro del Partido de los Conservadores y Reformistas Europeos. El ADR desea implementar la democracia directa al estilo suizo y aboga y promueve intensamente la preservación y el uso del idioma luxemburgués en las instituciones estatales y la sociedad. Se ha debatido si el partido debe clasificarse como populista, aunque la mayoría de los expertos coinciden en que el ADR se caracteriza mejor como un partido nacional-conservador.

## Historia

### Emergencia
El ADR tiene sus raíces en una manifestación en la ciudad de Luxemburgo el 28 de marzo de 1987, realizada para protestar por las disparidades entre el quinto y sexto esquema salarial final que disfrutan los funcionarios públicos y la pensión estatal básica recibida por todos los demás ciudadanos. La gran multitud, y la recolección de 10,000 firmas para una petición exigiendo cambios, persuadieron a los organizadores de que había un amplio apoyo público. El partido fue fundado el 12 de mayo de 1987 como el "Comité de Acción 5/6 de Pensiones para todos" (Aktiounskomitee 5/6 Pensioun fir jiddfereen).
En las elecciones de 1989 a la Cámara de Diputados, el 18 de junio de 1989, el partido logró un éxito notable al atraer votos de más allá de su base de apoyo electoral. Muchos luxemburgueses votaron al ADR como voto castigo, lo que permitió que el ADR lograse el 7.3% de los votos, ganase 4 de los 60 escaños y quedase cuarto. El espectacular triunfo del partido en las elecciones requirió que los líderes formularan una nueva estrategia del partido. El 12 de noviembre de 1989, el nombre se modificó a 'Comité de Acción 5/6' (Aktiounskomitee 5/6), lo que refleja su creciente atención a otras preocupaciones. El partido perdió a uno de sus diputados, Josy Simon, cuando desertó al Partido Democrático en la primavera de 1991.
El 22 de noviembre de 1992, el nombre fue cambiado nuevamente a "Comité de Acción para la Democracia y la Justicia de Pensiones" (Aktiounskomitee fir Demokratie an Rentengerechtigkeet). En diciembre del mismo año, el destacado diputado Fernand Rau dejó el Partido Popular Social Cristiano después de que rompió su promesa de convertirlo en Comisario Europeo, aumentando la representación de la ADR hasta cuatro de nuevo. En las elecciones locales del 10 de octubre de 1993, el ADR ganó 7 escaños en los consejos comunales. En las elecciones generales de 1994, el ADR obtuvo el 9.0% de los votos y 5 escaños, colocando al ADR por encima del umbral requerido para calificar como caucus, pero el ADR cayó al quinto lugar, detrás de Los Verdes resurgentes.

### Partido convencionalditar
El 3 de agosto de 1998, se aprobó una ley que iguala la provisión de pensiones entre los funcionarios públicos y otros trabajadores, cumpliendo la razón de ser original del ADR, pero esto no impidió que el ADR fortaleciera aún más su posición. En las elecciones legislativas de 1999, el partido tuvo un mayor éxito, ganando el 9,4% de los votos y 7 escaños. Los resultados volvieron a colocar al ADR en el cuarto lugar, pero los Verdes lograron conservar su asiento en las elecciones europeas simultáneas. En octubre de 1999, los candidatos ADR fueron elegidos en diez comunas, con dos ganadores en las ciudades de Luxemburgo y Esch-sur-Alzette. El ADR perdió dos de sus escaños en la Cámara de Diputados en las elecciones legislativas de 2004, y su voto cayó a menos del 10%.
Una de las posiciones distintivas de ADR es su euroescepticismo, y es el único partido euroescéptico en la Cámara de Diputados. Fue el único partido parlamentario que hizo una campaña activa contra el Tratado por el que se establece una Constitución para Europa, que se sometió a referéndum y se aprobó por un estrecho margen con el 56,5% de los votantes a favor.
El 2 de abril de 2006, el nombre se cambió una vez más, a su nombre actual de "Partido Alternativo de la Reforma Democrática" (Alternativ Demokratesch Reformpartei). Significativamente, por primera vez, el nombre no hace referencia a la reforma de pensiones, lo que indica el afán de la ADR para consolidar aún más su posición como un partido importante en la política nacional. Sin embargo, el 1 de mayo, Aly Jaerling dejó el partido para sentarse como independiente en la Cámara de Diputados, quejándose de la retirada de la campaña por las pensiones. Como resultado de la partida de Jaerling, el partido perdió su estatus de caucus y ahora solo califica como un "grupo", amenazando su seguridad futura.
El 29 de mayo de 2008, los diputados de ADR y Jaerling fueron los únicos miembros que no votaron por el Tratado de Lisboa. En las elecciones de la Cámara de 2009, el ADR mantuvo cuatro escaños (de los cuales, 2 en Sud), pero con un voto del 8.1%: su peor resultado electoral legislativo desde su primera elección, en 1989, mientras que su voto cayó - aunque menos - en la elección simultánea del Parlamento Europeo, al 7,4%. Jaerling, que se postuló para su propia Lista de Ciudadanos, tampoco logró ganar un asiento. 
El 8 de junio de 2010, el ADR se unió a la Alianza de los Conservadores y Reformistas Europeos, un partido político europeo de corte anti-federalista.  En las elecciones anticipadas de 2013, el ADR volvió a caer en su participación en el voto, del 8,14% al 6,64%. Sin embargo, lograron recuperar un asiento, habiendo caído a solo dos parlamentarios después de la ida de Jacques-Yves Henckes y Jean Colombera. El primero estuvo fuera del período legislativo 2009-2013 como independiente, el segundo fundó el Partido por la Democracia Integral. Roy Reding recuperó el mandato en el distrito del Centro, volviendo el partido a 3 mandatos.
Durante la campaña de referéndum constitucional de 2015, el ADR fue el único partido que hizo campaña explícitamente por el voto "3 x No", rechazando así la apertura del derecho de voto para los jóvenes de 16 años y los residentes extranjeros, así como rechazó la idea de limitar los mandatos de los ministros a 10 años. Esta campaña contrastaba fuertemente con la campaña del partido más grande, el CSV, cuyo mensaje principal era "ser informado" al votar. Con cada pregunta rechazada por entre el 70% y el 80% del electorado, este evento representó una gran victoria política para el ADR frente al actual gobierno.
Tres años después del Referéndum, el 2 de marzo de 2018, el ADR anunció que cooperaría con el movimiento ciudadano Wee 2050 - Nee 2015, que se había fundado antes del referéndum para hacer campaña por el "3 x No". El acuerdo de cooperación implicó que Wee 2050 tuviera hasta 8 lugares en las listas electorales de ADR para las elecciones legislativas de octubre de 2018, y aseguró que el movimiento podría permanecer relativamente independiente al no requerir que los candidatos de Wee 2050 sean miembros de ADR per se.

## Ideología
El partido se fundó como un partido monotema con el objetivo de introducir la igualdad entre las pensiones del sector público y privado. El enfoque en la reforma de pensiones permitió al partido convertirlo en el tema central de la campaña de las cinco elecciones en las que participó durante los primeros diez años de su formación. Para 1998, el partido había obligado al gobierno a acceder casi a todas sus demandas. Sin embargo, este éxito no ha abrumado al ADR, y desde entonces ha diversificado sus programas para cubrir todos los aspectos de la política pública. Tras esto, el partido es comúnmente descrito como nacional conservador y económicamente liberal.

### Economía
El ADR es partidario del liberalismo económico, habiéndose posicionado para llenar un vacío dejado por el Partido Democrático. El partido es crítico con el desperdicio del sector público y la naturaleza elitista de los proyectos de gasto público. 

### Sociedad
El ADR es socialmente conservador. Se opone a la eutanasia y al suicidio asistido. El partido otorga gran importancia a la promoción del idioma luxemburgués, y su éxito electoral en las elecciones de 1999 empujó al gobierno de CSV-DP a convertirlo en un criterio para la naturalización. Se opone a la nacionalidad múltiple.
La Shoura (la asamblea de la comunidad musulmana del Gran Ducado) declaró en una revisión de 2013 que "de todos los partidos políticos en Luxemburgo, ADR es el partido que parece más hostil a los musulmanes, fiel al ideal de que el Islam no es soluble en democracia. ADR además se siente obligado a mencionar una posible prohibición del burka , y que la poligamia o los tribunales basados en la ley Sharia no son compatibles con la ley y los valores europeos".

### Política exterior
El partido se distingue de los otros partidos por ser ligeramente euroescéptico, compartiendo esta posición únicamente con la extrema izquierda, y siendo el partido más soberanista del país. El liderazgo del partido había apoyado la Constitución europea propuesta, respaldándola en las elecciones europeas de 2004, antes de cambiar su posición en la primavera de 2005 bajo la presión de los miembros del partido. En su crítica a la Unión Europea, el partido hace hincapié en el déficit democrático y la transparencia.

### Declaración de principios
Además, en su declaración de principios ha señalado, entre otras, las siguientes prioridades: 
- Derechos humanos y libertades individuales
- Democracia parlamentaria en forma de monarquía constitucional
- Implementación del plebiscito democrático directo de los ciudadanos sobre temas importantes (referendos)
- Libertad de prensa
- Independencia judicial
- Igualdad de trato entre hombres y mujeres
- Justicia social
- Preservación y promoción del idioma luxemburgués
- Contra la discriminación y por el uso equitativo del luxemburgués y el alemán en comparación con el francés en las instituciones estatales y la sociedad, preservando así el multilingüismo en Luxemburgo
- Considerar a Luxemburgo como un patrimonio de la civilización grecorromana con tradiciones judeocristianas
- Considerar a Luxemburgo como un refugio para las personas perseguidas política y religiosamente
- Integración de refugiados e inmigrantes en la sociedad luxemburguesa respetando los valores luxemburgués, europeos y democráticos.
- Por la creación de una política europea común de defensa
- Un compromiso con una política verde y respetuosa con el medio ambiente y el tratamiento ético de los animales.

## Resultados electorales

### Cámara de Diputados
| Año  | Votos        | %     | Diputados | +/- |
| ---- | ------------ | ----- | --------- | --- |
| 1989 | 225.262 (#4) | 7,9%  | 4/60      | 0   |
| 1994 | 244.045 (#5) | 9,0%  | 5/60      | 1   |
| 1999 | 303.734 (#4) | 11,3% | 7/60      | 2   |
| 2004 | 278.792 (#5) | 10,0% | 5/60      | 2   |
| 2009 | 232.759 (#5) | 7,7%  | 4/60      | 1   |
| 2013 | 217.683 (#5) | 6,6%  | 3/60      | 1   |
| 2018 | 292.388 (#5) | 8,3%  | 4/60      | 1   |
| 2023 | 348.990 (#4) | 9,3%  | 5/60      | 1   |

### Parlamento Europeo
| Año  | Votos        | %     | Diputados |
| ---- | ------------ | ----- | --------- |
| 1994 | 70.470 (#5)  | 6,9%  | 0/6       |
| 1999 | 91.118 (#5)  | 9,0%  | 0/6       |
| 2004 | 87.666 (#5)  | 8,0%  | 0/6       |
| 2009 | 83.168 (#5)  | 7,4%  | 0/6       |
| 2014 | 88.298 (#5)  | 7,5%  | 0/6       |
| 2019 | 125.988 (#5) | 10,0% | 0/6       |
| 2024 | 162.849 (#5) | 11,7% | 1/6       |